# Mabilleodes alacralis
Mabilleodes alacralis is een vlinder uit de familie van de grasmotten (Crambidae), uit de onderfamilie van de Odontiinae. De wetenschappelijke naam van deze soort is voor het eerst voorgesteld door James Hayden in een publicatie uit 2011.
De soort komt voor op Madagaskar.